# Idenors distrikt
Idenors distrikt är ett distrikt i Hudiksvalls kommun och Gävleborgs län. Distriktet ligger omkring Idenor i östra Hälsingland och omfattar bland annat den sydligaste delen av tätorten Hudiksvall.

## Tidigare administrativ tillhörighet
Distriktet inrättades 2016 och utgörs av en del av området som Hudiksvalls stad omfattade till 1971, delen som före 1952 utgjorde Idenors socken.
Området motsvarar den omfattning Idenors församling hade 1999/2000.

## Tätorter och småorter
I Idenors distrikt finns en tätort och sex småorter.

### Tätorter
- Hudiksvall (del av)

### Småorter
- Hamre
- Mellanbyns fritidsområde
- Saltvik, Nätvik och Enoksnäs
- Storbyn
- Vik
- Vintergatans fritidsområde